# Berrysburg
Berrysburg és una població dels Estats Units a l'estat de Pennsilvània. Segons el cens del 2000 tenia 354 habitants.

## Demografia
Segons el cens del 2000, Berrysburg tenia 354 habitants, 144 habitatges, i 102 famílies. La densitat de població era de 201 habitants per quilòmetre quadrat.
Dels 144 habitatges en un 27,8% hi vivien nens de menys de 18 anys, en un 61,8% hi vivien parelles casades, en un 7,6% dones solteres, i en un 28,5% no eren unitats familiars. En el 22,2% dels habitatges hi vivien persones soles l'11,1% de les quals corresponia a persones de 65 anys o més que vivien soles. El nombre mitjà de persones vivint en cada habitatge era de 2,41 i el nombre mitjà de persones que vivien en cada família era de 2,83.
Per edats la població es repartia de la següent manera: un 19,5% tenia menys de 18 anys, un 5,6% entre 18 i 24, un 30,8% entre 25 i 44, un 25,1% de 45 a 60 i un 18,9% 65 anys o més.
L'edat mediana era de 41 anys. Per cada 100 dones de 18 o més anys hi havia 95,2 homes.
La renda mediana per habitatge era de 33.281 $ i la renda mediana per família de 42.250 $. Els homes tenien una renda mediana de 29.911 $ mentre que les dones 25.000 $. La renda per capita de la població era de 17.269 $. Entorn del 5,1% de les famílies i el 8,6% de la població estaven per davall del llindar de pobresa.

## Poblacions més properes
El següent diagrama mostra les poblacions més properes.